# Savignac-de-Miremont
Savignac-de-Miremont (okzitanisch Savinhac de Miramont) ist eine aus einem Hauptort und mehreren Weilern (hameaux) und Einzelgehöften bestehende Gemeinde mit 174 Einwohnern (Stand: 1. Januar 2022) im Südosten des südfranzösischen Départements Dordogne in der Region Nouvelle-Aquitaine in der alten Kulturlandschaft des Périgord. Die Gemeinde gehört zum Arrondissement Sarlat-la-Canéda und zum Vallée de l’Homme.

## Lage
Savignac-de-Miremont liegt etwa 44 Kilometer ostnordöstlich von Bergerac. Das Gemeindegebiet wird im Nordosten vom Flüsschen Manaurie durchquert. Umgeben wird Savignac-de-Miremont von den Nachbargemeinden Mauzens-et-Miremont im Norden und Nordwesten, Fleurac im Nordosten, Les Eyzies im Osten und Südosten, Le Bugue im Süden sowie Journiac im Westen.

## Bevölkerungsentwicklung
| Jahr                      | 1962 | 1968 | 1975 | 1982 | 1990 | 1999 | 2006 | 2013 |
| Einwohner                 | 150  | 125  | 107  | 108  | 107  | 95   | 136  | 169  |
| Quelle: Cassini und INSEE |      |      |      |      |      |      |      |      |

## Sehenswürdigkeiten
- Archäologische Stätte La Ferrassie, Monument historique
- Kirche Saint-Denys

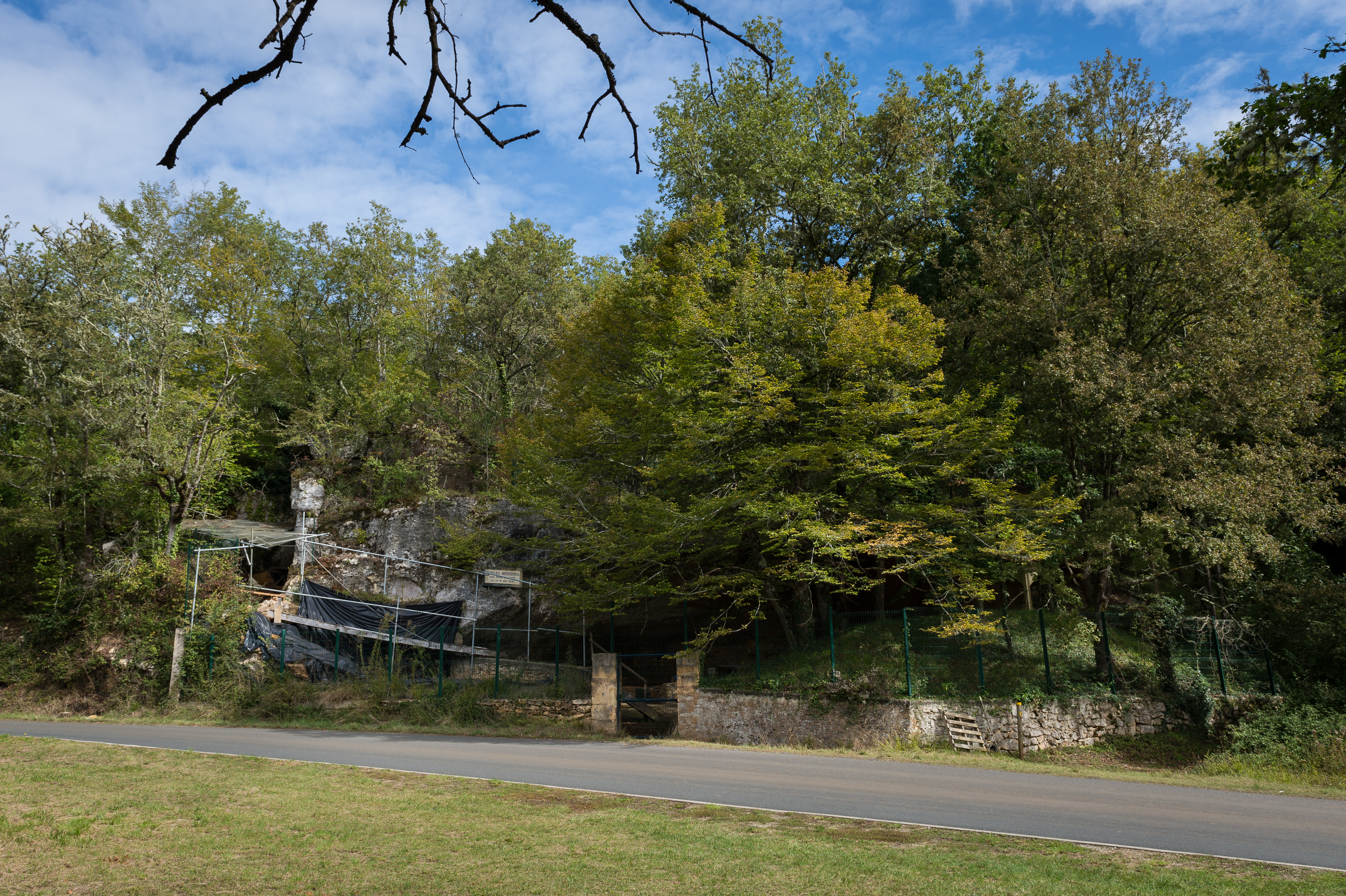
Archäologische Stätte La Ferrassie
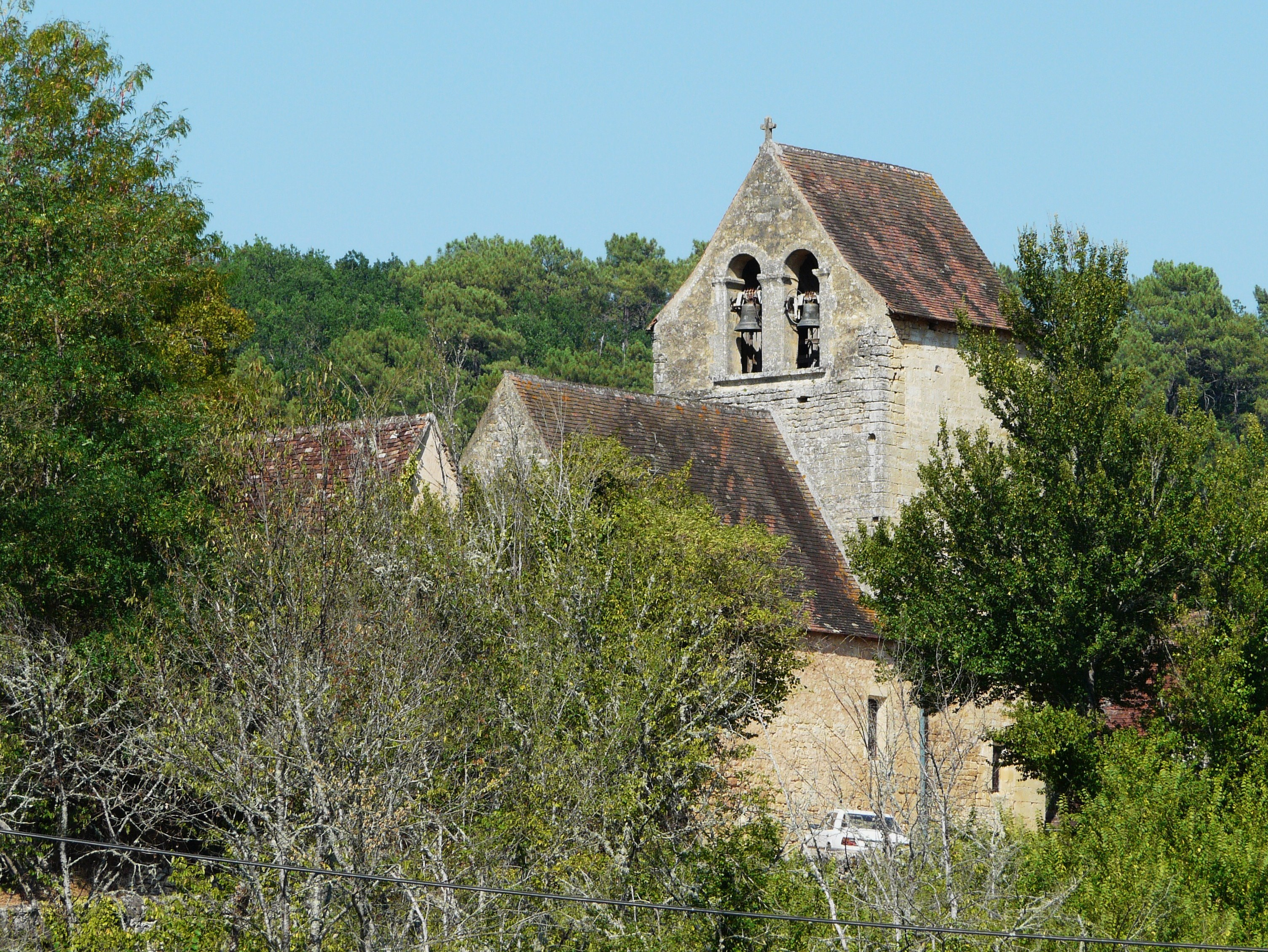
Kirche Saint-Denys